# 31605 Braschi
31605 Braschi este un asteroid din centura principală de asteroizi.

## Descriere
31605 Braschi este un asteroid din centura principală de asteroizi. A fost descoperit pe 10 aprilie 1999 la Montelupo de Maura Tombelli și Andrea Boattini. Asteroidul prezintă o orbită caracterizată de o semiaxă mare de 2,69 ua, o excentricitate de 0,11 și o înclinație de 7,1° în raport cu ecliptica.